# 韃靼牛肉

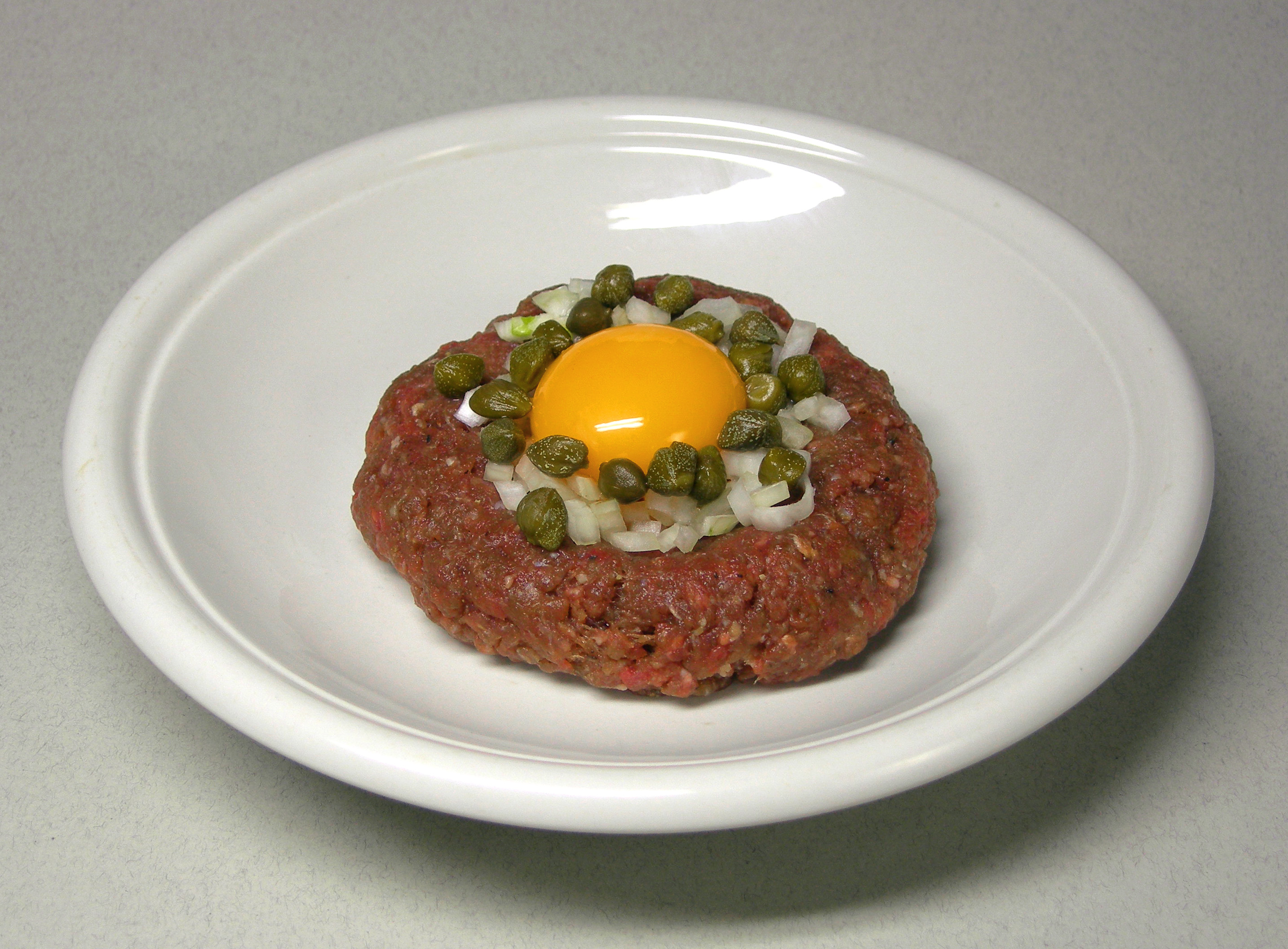
鞑靼牛肉

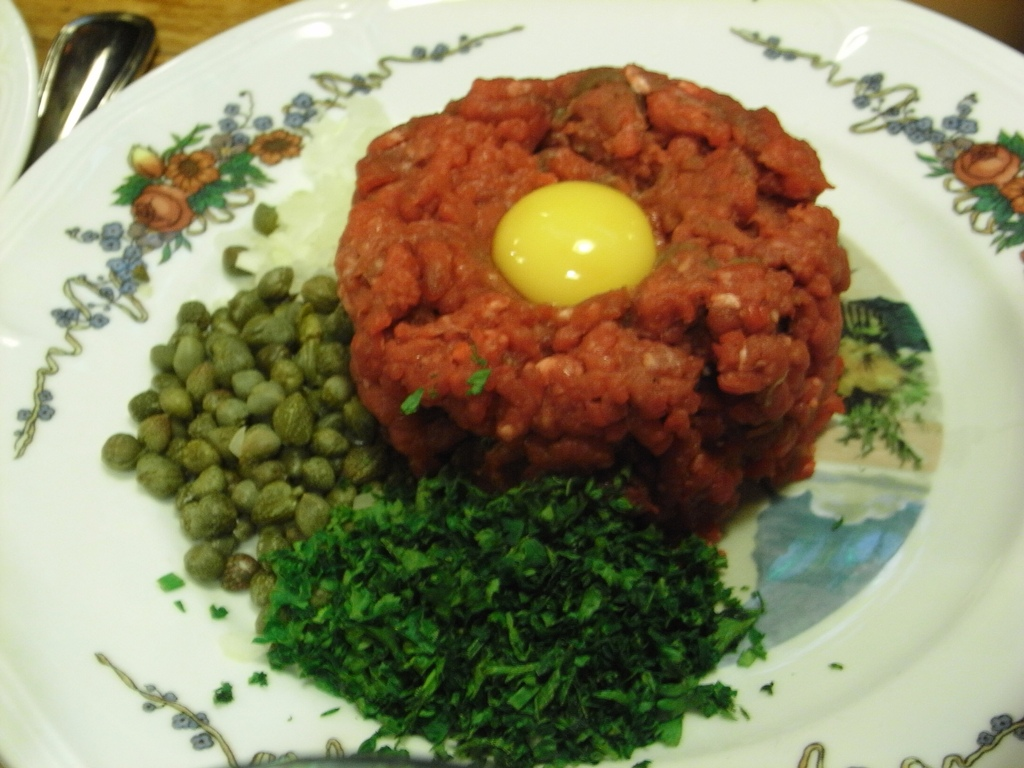
鞑靼牛肉

韃靼牛肉（法語： 或 tartar steak），是法國菜中的一道生肉料理，將新鮮及高品質的牛肉或馬肉用刀剁碎，拌入已切碎的酸黃瓜及洋蔥，再混和橄欖油，最後加上新鮮的生鷄蛋蛋黃而成，其特色是能夠品嚐到新鮮肉類的原汁原味，不過也因為未經任何加熱烹煮，容易有微生物污染產生的食品安全問題，有部分國家禁止餐廳向客人供應這種菜式。

## 食用方法
在傳統吃法上會把蛋黃打散和牛肉混和，使牛肉更嫩滑，也可以加一點鹽、磨鮮的黑胡椒、塔巴斯科辣椒醬（Tabasco）、喼汁（Sauce Worcestershire）；而意大利式的吃法則會加上洋蔥末、續隨子（Câpre）、酸黃瓜（cornichons）、洋香菜末（persil）、蒜末、橄欖油；無論法式還是意式做法，都會在最後打上一顆生鮮蛋黃。此菜仍然流行於法蘭西、比利時王國、丹麥王國、瑞士聯邦等地，習慣上佐以一盤薯條。

## 名稱
韃靼牛肉在某些地方又稱為生牛肉塔、韃靼生牛肉塔、塔塔尔牛肉、野蠻人牛肉，中國大陸簡稱生牛塔，在比利时稱為美國牛柳並會佐以吐司。

## 历史
鞑靼牛肉的名称来自“à la tartare”的缩写，一说为“佐塔塔醬食用”。
现代与生鸡蛋同食的鞑靼牛肉于20世纪初期在法国出现，而现时的鞑靼牛肉当时被称为“steack à l'Americaine（美式牛排），鞑靼牛肉则是“美式牛排”的变种。1921年奥古斯特·埃斯科菲耶所著的《烹饪指南》指出“美式牛排”一侧配以塔塔醬，且不添加生鸡蛋。
后来，“美式牛排”及其变种的区别逐渐消失，1938年编订的《Larousse Gastronomique》已将鞑靼牛肉描述为配生鸡蛋黄的生牛肉末，且未提及塔塔酱。
鞑靼牛肉一名可能与中亚鞑靼人有关，但实际上与现时的鞑靼族饮食并无关系。
“À la tartare”或是“tartare”这一表述现时对一些菜肴的意义仍为“搭配塔塔酱食用”，主要针对炸鱼。

## 健康问题
由于可能造成的细菌和寄生虫（如弓形虫和牛带绦虫）污染，鞑靼牛肉在部分地区的盛行程度有所下降。然而，在符合卫生规范且使用鲜肉的条件下，鞑靼牛肉受细菌污染的可能性会降低。即便如此，鞑靼牛肉仍然不适合孕妇（因鞑靼牛肉可能造成胎儿的先天性弓形体病）、免疫系统较弱或患有慢性病的人食用，因这些人更容易感染大腸桿菌和沙門氏菌屬。
弓形虫可能会在生肉或欠熟的肉中寄生。在食用生肉上的文化差异亦可能是不同地区间弓形虫病流行程度不同的原因（法国55%，英国仅10%）。
2011年，日本富山縣、福井县的燒肉酒家惠比壽食物中毒事件，其中因0111型大肠杆菌等引起的溶血性尿毒症症候群(HUS)症状、或疑似此症的重症病患，共有23人。2名男童死亡。
2008年諾貝爾生理醫學獎得主、病毒學專家楚爾郝森（Harald zur Hausen）在台灣的高雄醫學大學「2014傳染病與癌症國際研討會」上演講時，提出認為吃未熟牛肉易導致腸癌，常喝未高溫消毒牛奶者也易得乳癌，建議民眾注意。

## 变种

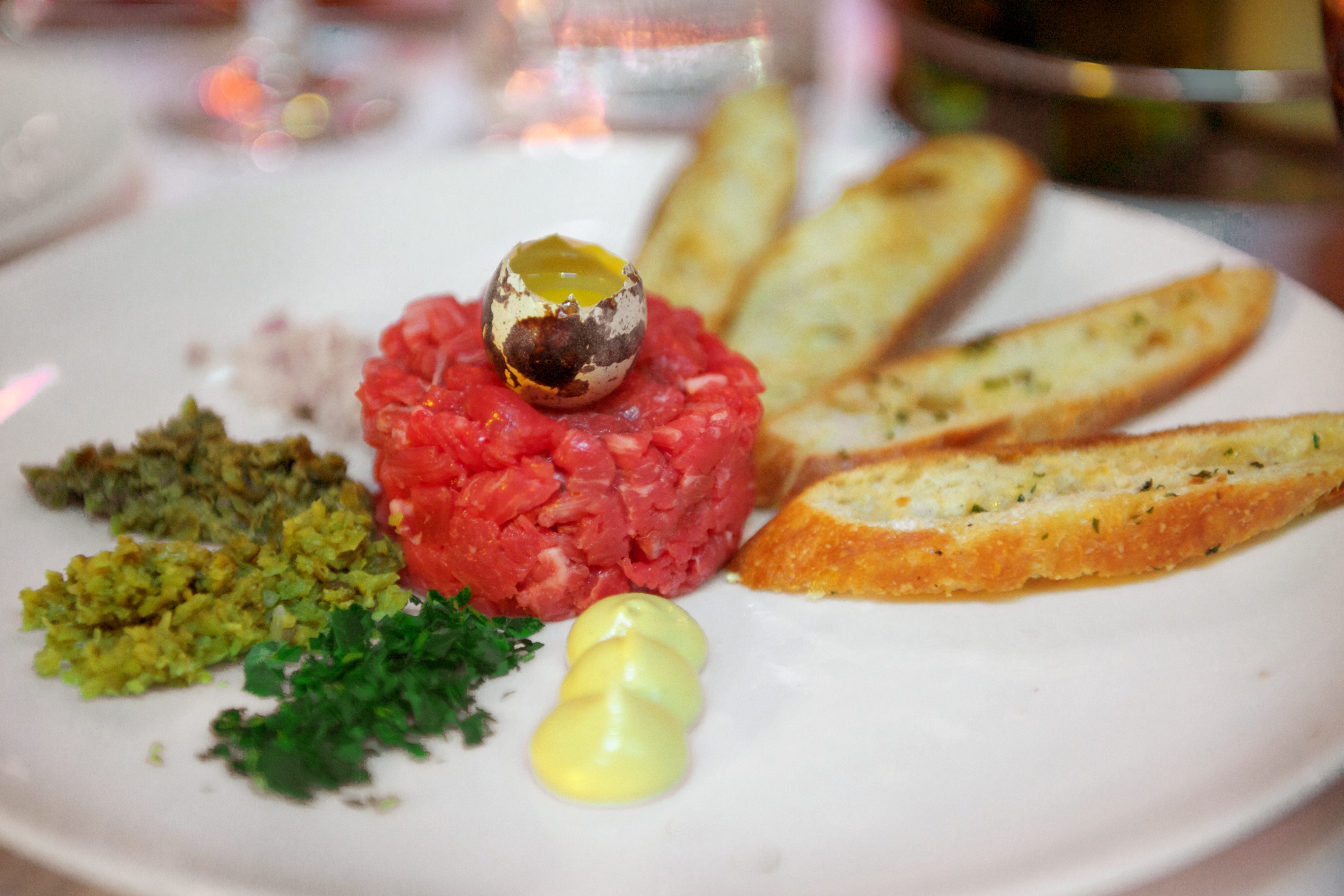
旧金山法国区的鞑靼牛肉

### 非洲
埃塞俄比亚有一种与鞑靼牛肉相似的生牛肉食品，称基特富（Kitfo）。

### 亚洲
韓國料理中的肉膾与鞑靼牛肉相似。
泰國北部地區及老撾的生肉沙拉由剁碎的生牛肉、生猪肉或是生野豬肉制成，而其名称larb源于泰国北部方言中的“剁碎”一词。

### 欧洲

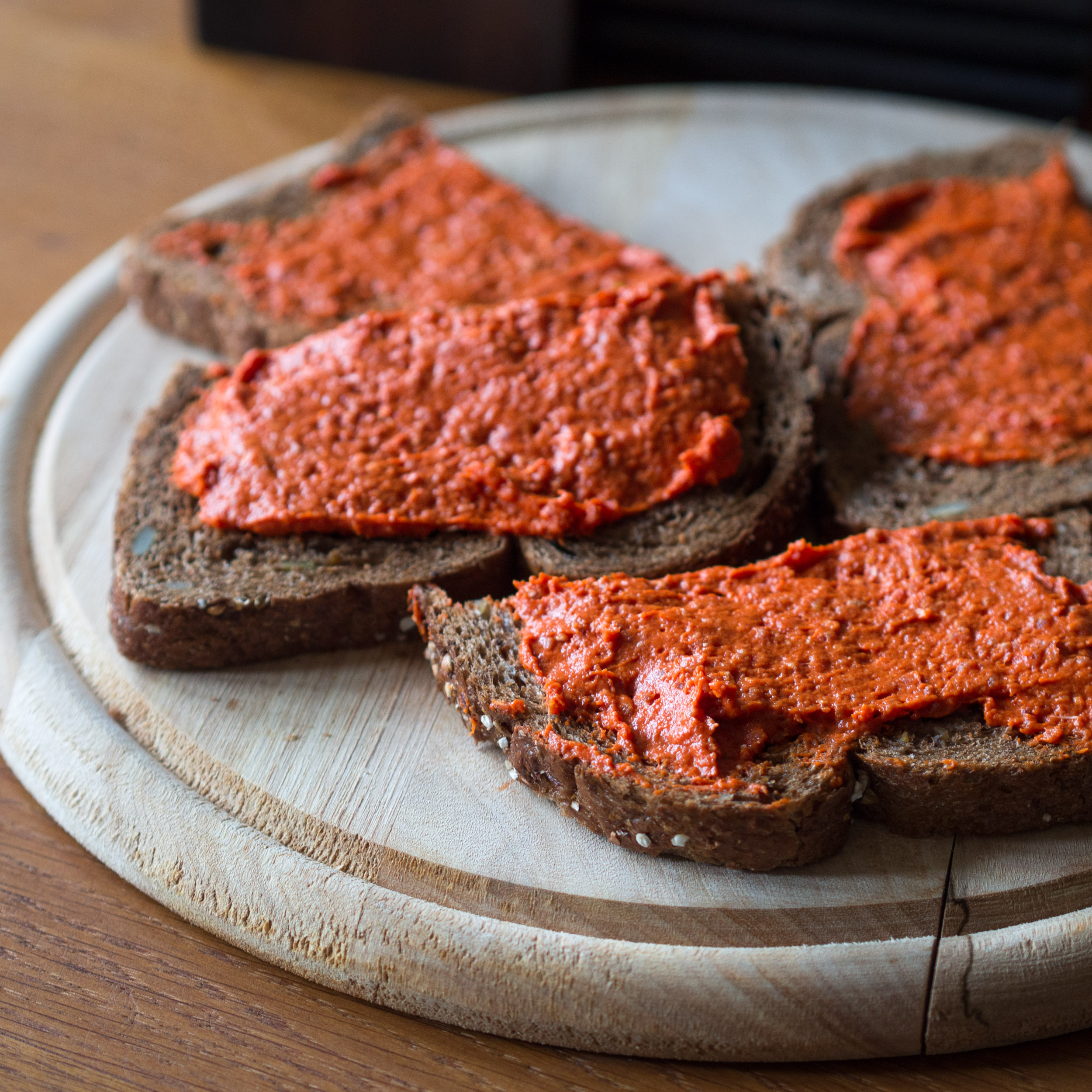
鞑靼牛肉在荷兰被称为“美国牛柳”（Filet Américain）

鞑靼牛肉在奥地利被称为Beef tartare（不同于“鞑靼牛排”）。
在瑞典，鞑靼牛肉被称为Råbiff，常与生蛋黄、生洋葱、腌甜菜和酸豆搭配食用。
德国有一种名为Mett或Hackepeter的生猪肉食品，一般覆盖在黑麦面包上食用。
鞑靼牛肉在比利时、荷兰被称为“filet américain”（美国牛柳），搭配馬鈴薯條或抹在面包上食用。

### 北美洲
墨西哥式的鞑靼牛肉一般在青檸汁中腌漬。
加拿大亦有类似于鞑靼牛肉的生美洲野牛肉食品。

### 南美
智利有一种称为Crudos的生牛肉食品。

## 大众文化
英国电视喜剧《憨豆先生》的第二集《憨豆归来记》中，憨豆先生曾在餐厅被此菜弄得狼狈不堪。

## 延伸阅读
- Linda Stradley, I'll Have What They're Having: Legendary Local Cuisine, Falcon, 2002
- Smith, Craig S. . The New York Times. 2005-04-06  [2014-08-28]. （原始内容存档于2015-05-09）.
- Sokolov, Raymond. . Harper Collins. 2004-05-04: 41  [2021-12-28]. ISBN 978-0-06-008391-5. （原始内容存档于2022-04-16） （英语）.
- Jack, Albert. . Penguin. 2011-09-06: 141  [2021-12-28]. ISBN 978-1-101-55114-1. （原始内容存档于2022-05-10） （英语）.
- 你不可不知的世界飲食史(作者：宮崎正勝)ISBN 978-986-5967-74-1

## 外部鏈接
维基共享资源上的相關多媒體資源：韃靼牛肉